# Linet Masai
Linet Chepkwemoi Masai (Kapsokwony, Mount Elgon, 5 december 1989) is een Keniaanse langeafstandsloopster, die gespecialiseerd is in de 10.000 m. Ze werd wereldkampioene en heeft het nationale record in handen in deze discipline. Zij nam eenmaal deel aan de Olympische Spelen en veroverde bij die gelegenheid een bronzen medaille. Deze ontving zij echter pas jaren later. Aanvankelijk was zij op de 10.000 m tijdens de Spelen van 2008 namelijk vierde geworden. In 2017 werd dit resultaat echter alsnog opgewaardeerd naar een derde plaats en dus een bronzen medaille na de diskwalificatie van de Turkse Elvan Abeylegesse als gevolg van een bij een hertest geconstateerde dopingovertreding.

## Biografie
Linet Chepkwemoi Masai ging naar de Kapsagom Primary School en vervolgens naar de Bishop Okiring Secondary school, die ze in 2005 voltooide. Ze begon met hardlopen, nadat haar oudste broer Moses Masai in 2005 de Afrikaanse jeugdkampioenschappen won op de 5000 m en de 10.000 m. Haar jongste broer Dennis doet ook aan hardlopen. Ze is aangesloten bij PACE Sports Management trainingcamp in Kaptagat.
Haar internationale doorbraak maakte ze in 2007 met het winnen van de titel bij de wereldkampioenschappen veldlopen voor junioren in Mombasa. Met een vierde plaats bij de Keniaanse selectiewedstrijden miste ze datzelfde jaar een ticket naar de wereldkampioenschappen in Osaka. Dat jaar werd ze wel vierde op de 3000 m en de 5000 m bij de wereldatletiekfinale in Stuttgart.
Een jaar later won Linet Masai in de lente een bronzen medaille bij de wereldkampioenschappen veldlopen. In de zomer kwam ze met een vierde plaats op de Olympische Spelen van Peking iets meer dan vier seconden te kort voor een bronzen medaille op de 10.000 m. Haar tijd van 30.26,50 was wel goed voor een verbetering van het wereldjeugdrecord, dat met 30.31,55 sinds 2003 in handen was van de Chinese Huina Xing. Ook verbeterde ze hiermee het Keniaanse record, dat met 30.30,26 sinds 2005 in handen was van haar landgenote Edith Masai.
In 2009 won Linet Masai op negentienjarige leeftijd een gouden medaille op de WK in Berlijn. Met een tijd van 30.51,24 versloeg ze met nipte voorsprong de Ethiopische Meselech Melkamu (zilver; 30.51,34) en Wude Ayalew (brons; 30.51,95). De regerend olympisch kampioene Tirunesh Dibaba kon vanwege een blessure niet deelnemen aan deze finale.

## Titels
- Wereldkampioene 10.000 m - 2009
- Keniaans kampioene 10.000 m - 2009, 2010
- Wereldjeugdkampioene veldlopen - 2007

## Persoonlijke records
Baan
| Onderdeel | Prestatie     | Datum            | Plaats   |
| --------- | ------------- | ---------------- | -------- |
| 1500 m    | 4.12,26       | 7 juni 2009      | Eugene   |
| 2000 m    | 5.33,43       | 7 juni 2009      | Eugene   |
| 3000 m    | 8.38,97       | 9 september 2007 | Rieti    |
| 5000 m    | 14.31,14      | 23 mei 2010      | Shanghai |
| 10.000 m  | 30.26,50 (NR) | 15 augustus 2008 | Peking   |

Weg
| Onderdeel      | Prestatie | Datum             | Plaats    |
| -------------- | --------- | ----------------- | --------- |
| 5 km           | 15.06     | 5 september 2010  | Londen    |
| 10 km          | 30.48     | 12 juni 2010      | New York  |
| 15 km          | 47.22     | 20 september 2009 | Zaandam   |
| 10 Eng. mijl   | 50.39     | 20 september 2009 | Amsterdam |
| halve marathon | 1:08.50   | 17 maart 2019     | Lissabon  |
| marathon       | 2:23.46   | 21 oktober 2018   | Amsterdam |

## Palmares

### 3000 m
- 2007: 4e Wereldatletiekfinale - 8.42,54
- 2008: 5e Wereldatletiekfinale - 8.49,66

### 5000 m
Kampioenschappen
- 2007: 4e Wereldatletiekfinale - 15.02,74
- 2008: 4e Wereldatletiekfinale - 14.58,88
- 2011: 6e WK - 15.01,01

Golden League-podiumplekken
- 2008:  Memorial Van Damme – 14.52,10

Diamond League-podiumplekken
- 2010:  Shanghai Golden Grand Prix – 14.31,14
- 2010:  Memorial Van Damme – 14.35,07
- 2011:  Shanghai Golden Grand Prix – 14.32,95
- 2011:  Prefontaine Classic – 14.35,44
- 2011:  Weltklasse Zürich – 14.35,11
- 2012:  London Grand Prix – 14.53,93

### 10.000 m
- 2008:  OS - 30.26,50 (na DQ Elvan Abeylegesse)
- 2009:  Keniaanse kamp. - 32.49,3
- 2009:  WK - 30.51,24
- 2010:  Keniaanse kamp. - 32.03,85
- 2010:  Afrikaanse kamp. - 31.59,36
- 2011:  WK - 30.53,59

### 5 km
- 2008:  adidas Women's Challenge in Londen - 15.31
- 2009:  adidas Women's Challenge in Londen - 15.12
- 2010:  adidas Women's Challenge in Londen - 15.06

### 10 km
- 2009:  Ignis Asset Management Women's Run in Glasgow - 31.30
- 2010:  Ignis Asset Management Women's Run in Glasgow - 31.08
- 2010:  New York Mini - 30.48
- 2011:  Ignis Asset Management Women's Run in Glasgow - 32.11
- 2011:  NYRR New York Mini - 31.40
- 2012:  World's Best in San Juan - 31.14,4
- 2012:  Great Manchester Run - 31.35
- 2012: 4e Tilburg Ten Miles - 31.19
- 2012:  San Silvestre Vallecana in Madrid - 32.13
- 2013:  Oakley New York Mini - 32.46
- 2013: 5e Beach to Beacon in Cape Elizabeth - 32.04
- 2013:  San Silvestre Vallecana in Madrid - 31.33
- 2014:  World's Best in San Juan - 32.13
- 2014:  TCS World in Banglore - 32.28
- 2014: 4e Oakley New York Mini - 32.16
- 2015:  San Silvestre Vallecana in Madrid - 31.38
- 2016: 4e World's Best in San Juan - 31.56

### 10 Eng. mijl
- 2009:  Dam tot Damloop - 50.39
- 2014:  Dam tot Damloop - 53.09
- 2014: 5e Great South Run - 55.07

### halve marathon
- 2014:  halve marathon van Birmingham - 1:11.45
- 2016:  halve marathon van Lissabon - 1:09.33
- 2018: 4e Great North Run - 1:08.11
- 2019: 4e halve marathon van Lissabon - 1:08.50
- 2019:  Great North Run - 1:07.44

### veldlopen
- 2007:  WK junioren in Mombasa - 20.52
- 2008:  WK in Edinburgh - 25.18
- 2009:  WK in Amman - 26.16
- 2010:  WK in Bydgoszcz - 24.20
- 2011:  WK in Punta Umbria - 25.07

1987 Ingrid Kristiansen ·
1991 Liz McColgan ·
1993 Wang Junxia ·
1995 Fernanda Ribeiro ·
1997 Sally Barsosio ·
1999 Gete Wami ·
2001 Derartu Tulu ·
2003 Berhane Adere ·
2005 Tirunesh Dibaba ·
2007 Tirunesh Dibaba ·
2009 Linet Masai ·
2011 Vivian Cheruiyot ·
2013 Tirunesh Dibaba ·
2015 Vivian Cheruiyot ·
2017: Almaz Ayana ·
2019 Sifan Hassan ·
2022 Letesenbet Gidey ·
2023 Gudaf Tsegay